# مکائوی بنفش
مکائوی بنفش (نام علمی: Anodorhynchus purpurascens) نام یک گونه از سرده بی‌دندان‌منقارها است.